# Llista de topònims d'Esponellà
Llista de topònims (noms propis de lloc) del municipi d'Esponellà, al Pla de l'Estany
Informació actualitzada per un bot. Els canvis manuals es perdran quan s'actualitzi!

## casa
| imatge | Nom                              | Ubicat a  | instància de | Detalls                     | coordenades                                             | Protecció                                  | Commons (més fotos)     | Dades a WD                    |
| ------ | -------------------------------- | --------- | ------------ | --------------------------- | ------------------------------------------------------- | ------------------------------------------ | ----------------------- | ----------------------------- |
|        | Antic casal                      | Esponellà | casa         | Estil: gòtic tardà          | 42° 09′ 37″ N, 2° 47′ 14″ E / 42.160274°N,2.787223°E    | bé integrant del patrimoni cultural català | Antic casal de Centenys | Modifica les dades a Wikidata |
|        | Can Vila                         | Esponellà | casa         | Estil: arquitectura popular | 42° 09′ 36″ N, 2° 47′ 13″ E / 42.159994°N,2.786807°E    | bé integrant del patrimoni cultural català |                         | Modifica les dades a Wikidata |
|        | habitatge al carrer Principal, 8 | Esponellà | casa         | Estil: arquitectura popular | 42° 09′ 36″ N, 2° 47′ 14″ E / 42.16°N,2.7872222222222°E | bé integrant del patrimoni cultural català |                         | Modifica les dades a Wikidata |

## creu de terme
| imatge | Nom                    | Ubicat a  | instància de  | Detalls                     | coordenades                                                   | Protecció                                  | Commons (més fotos)    | Dades a WD                    |
| ------ | ---------------------- | --------- | ------------- | --------------------------- | ------------------------------------------------------------- | ------------------------------------------ | ---------------------- | ----------------------------- |
|        | creu de la Corba       | Esponellà | creu de terme | Estil: arquitectura popular | 42° 10′ 39″ N, 2° 47′ 12″ E / 42.177615°N,2.786655°E 203 msnm | bé integrant del patrimoni cultural català |                        | Modifica les dades a Wikidata |
|        | creu de terme a Martís | Esponellà | creu de terme | Estil: arquitectura popular | 42° 10′ 19″ N, 2° 46′ 50″ E / 42.172077°N,2.780428°E          | bé cultural d'interès local                | Creu de terme a Martís | Modifica les dades a Wikidata |

## entitat singular de població
| imatge | Nom                    | Ubicat a  | instància de                                                                   | Detalls | coordenades                                                                  | Protecció | Commons (més fotos) | Dades a WD                    |
| ------ | ---------------------- | --------- | ------------------------------------------------------------------------------ | ------- | ---------------------------------------------------------------------------- | --------- | ------------------- | ----------------------------- |
|        | Centenys               | Esponellà | entitat singular de població ens local històric de Catalunya                   | 54 hab  | 42° 09′ 34″ N, 2° 47′ 06″ E / 42.15944388888889°N,2.785°E 251 msnm           |           | Centenys            | Modifica les dades a Wikidata |
|        | Esponellà              | Esponellà | entitat singular de població ens local històric de Catalunya capital municipal | 141 hab | 42° 10′ 00″ N, 2° 48′ 00″ E / 42.16667°N,2.8°E 134 msnm                      |           |                     | Modifica les dades a Wikidata |
|        | Veïnat de Batllori     | Esponellà | entitat singular de població                                                   | 17 hab  | 42° 10′ 20″ N, 2° 48′ 39″ E / 42.1721638011122°N,2.81071269751763°E 109 msnm |           |                     | Modifica les dades a Wikidata |
|        | Veïnat de Borrell      | Esponellà | entitat singular de població                                                   | 27 hab  | 42° 09′ 24″ N, 2° 47′ 08″ E / 42.1565926153917°N,2.78561818584789°E 247 msnm |           |                     | Modifica les dades a Wikidata |
|        | Veïnat de Brunsó       | Esponellà | entitat singular de població                                                   | 24 hab  | 42° 10′ 02″ N, 2° 47′ 32″ E / 42.167347°N,2.792104°E 265 msnm                |           |                     | Modifica les dades a Wikidata |
|        | Veïnat de Martís       | Esponellà | entitat singular de població                                                   | 83 hab  | 42° 10′ 23″ N, 2° 46′ 59″ E / 42.173124°N,2.783126°E 210 msnm                |           | Veïnat de Martís    | Modifica les dades a Wikidata |
|        | Veïnat de les Caselles | Esponellà | entitat singular de població                                                   | 21 hab  | 42° 10′ 36″ N, 2° 49′ 06″ E / 42.176583073864°N,2.8184592957286°E 101 msnm   |           |                     | Modifica les dades a Wikidata |
|        | Vilert                 | Esponellà | entitat singular de població ens local històric de Catalunya                   | 30 hab  | 42° 10′ 26″ N, 2° 49′ 18″ E / 42.17375083°N,2.82168111°E 96 msnm             |           | Vilert              | Modifica les dades a Wikidata |
|        | les Anglades           | Esponellà | entitat singular de població                                                   | 41 hab  | 42° 10′ 18″ N, 2° 50′ 06″ E / 42.17166667°N,2.835°E 115 msnm                 |           |                     | Modifica les dades a Wikidata |

## església
| imatge | Nom                                     | Ubicat a  | instància de     | Detalls                                                       | coordenades                                                                                  | Protecció                   | Commons (més fotos)                     | Dades a WD                    |
| ------ | --------------------------------------- | --------- | ---------------- | ------------------------------------------------------------- | -------------------------------------------------------------------------------------------- | --------------------------- | --------------------------------------- | ----------------------------- |
|        | Sant Cebrià d'Esponellà                 | Esponellà | església         | Estil: arquitectura romànica arquitectura gòtica 15th century | 42° 10′ 45″ N, 2° 47′ 43″ E / 42.179072°N,2.795392°E ca:Plaça Major 141 msnm                 | bé cultural d'interès local | Sant Cebrià d'Esponellà                 | Modifica les dades a Wikidata |
|        | Sant Esteve de Vilert                   | Vilert    | església         | Estil: arquitectura popular 16th century                      | 42° 10′ 25″ N, 2° 49′ 16″ E / 42.173661°N,2.821237°E ca:Costat del cementiri, Vilert 97 msnm | bé cultural d'interès local | Sant Esteve de Vilert                   | Modifica les dades a Wikidata |
|        | Sant Iscle i Santa Victòria de Centenys | Esponellà | església         | Estil: arquitectura romànica                                  | 42° 09′ 34″ N, 2° 47′ 06″ E / 42.1594°N,2.78503°E                                            | bé cultural d'interès local | Sant Iscle i Santa Victòria de Centenys | Modifica les dades a Wikidata |
|        | Sant Miquel de Centenys                 | Centenys  | església         | Estil: arquitectura popular                                   | 42° 09′ 44″ N, 2° 47′ 07″ E / 42.162265°N,2.785286°E ca:Al nord de Centenys 258 msnm         | bé cultural d'interès local | Sant Miquel de Centenys                 | Modifica les dades a Wikidata |
|        | Santa Maria de Vilert                   | Esponellà | església         |                                                               | 42° 10′ 27″ N, 2° 49′ 17″ E / 42.174053°N,2.821503°E 96 msnm                                 | bé cultural d'interès local | Santa Maria de Vilert                   | Modifica les dades a Wikidata |
|        | la Santíssima Trinitat                  | Esponellà | església capella |                                                               | 42° 10′ 41″ N, 2° 49′ 08″ E / 42.1781210104915°N,2.81875922391139°E 104 msnm                 |                             |                                         | Modifica les dades a Wikidata |

## masia
| imatge | Nom                       | Ubicat a  | instància de     | Detalls                                                      | coordenades                                                                   | Protecció                                            | Commons (més fotos) | Dades a WD                    |
| ------ | ------------------------- | --------- | ---------------- | ------------------------------------------------------------ | ----------------------------------------------------------------------------- | ---------------------------------------------------- | ------------------- | ----------------------------- |
|        | Ca l'Aiats                | Esponellà | masia            |                                                              | 42° 09′ 26″ N, 2° 47′ 45″ E / 42.1572595354179°N,2.79573535219121°E           |                                                      |                     | Modifica les dades a Wikidata |
|        | Ca l'Anglada              | Esponellà | masia            |                                                              | 42° 10′ 19″ N, 2° 49′ 37″ E / 42.1720633509008°N,2.82694900762378°E           |                                                      |                     | Modifica les dades a Wikidata |
|        | Ca n'Aulet                | Esponellà | masia            |                                                              | 42° 10′ 24″ N, 2° 46′ 57″ E / 42.1732754221621°N,2.78240176733683°E           |                                                      |                     | Modifica les dades a Wikidata |
|        | Cal Baró                  | Esponellà | masia            | Estil: arquitectura popular 18th century Superfície: 333.8m² | 42° 10′ 40″ N, 2° 47′ 46″ E / 42.177785°N,2.796022°E ca:Afores nucli, núm. 27 | bé cultural d'interès local                          |                     | Modifica les dades a Wikidata |
|        | Cal Cabrit                | Esponellà | masia            |                                                              | 42° 10′ 19″ N, 2° 48′ 42″ E / 42.1720573586601°N,2.81170582077192°E           |                                                      |                     | Modifica les dades a Wikidata |
|        | Cal Carboner              | Esponellà | masia            |                                                              | 42° 10′ 08″ N, 2° 48′ 11″ E / 42.1689898392806°N,2.80315540820302°E           |                                                      |                     | Modifica les dades a Wikidata |
|        | Cal Carreter del Pi       | Esponellà | masia            |                                                              | 42° 10′ 44″ N, 2° 50′ 06″ E / 42.1788569973756°N,2.83498276265966°E           |                                                      |                     | Modifica les dades a Wikidata |
|        | Cal Pastor                | Esponellà | masia            |                                                              | 42° 10′ 36″ N, 2° 49′ 41″ E / 42.176559068489°N,2.82796595253691°E            |                                                      |                     | Modifica les dades a Wikidata |
|        | Cal Rei Nou               | Esponellà | masia            |                                                              | 42° 10′ 36″ N, 2° 50′ 29″ E / 42.1765783848432°N,2.84136973587959°E           |                                                      |                     | Modifica les dades a Wikidata |
|        | Can Baig                  | Esponellà | masia            |                                                              | 42° 10′ 40″ N, 2° 48′ 33″ E / 42.1777991031431°N,2.80908546424716°E           |                                                      |                     | Modifica les dades a Wikidata |
|        | Can Ballart               | Esponellà | masia            |                                                              | 42° 10′ 42″ N, 2° 49′ 14″ E / 42.1782950427612°N,2.82061133957604°E           |                                                      |                     | Modifica les dades a Wikidata |
|        | Can Barca                 | Esponellà | masia            |                                                              | 42° 09′ 54″ N, 2° 50′ 16″ E / 42.1651261324536°N,2.83770599712424°E           |                                                      |                     | Modifica les dades a Wikidata |
|        | Can Bofí de la Torre      | Esponellà | masia casa forta |                                                              | 42° 10′ 20″ N, 2° 47′ 03″ E / 42.172361°N,2.784028°E                          | bé d'interès cultural bé cultural d'interès nacional |                     | Modifica les dades a Wikidata |
|        | Can Bosc                  | Esponellà | masia            |                                                              | 42° 10′ 27″ N, 2° 46′ 49″ E / 42.1741001746961°N,2.78038904939642°E           |                                                      |                     | Modifica les dades a Wikidata |
|        | Can Brunsó                | Esponellà | masia            |                                                              | 42° 10′ 04″ N, 2° 47′ 24″ E / 42.1677775351213°N,2.78992668391503°E           |                                                      |                     | Modifica les dades a Wikidata |
|        | Can Canet                 | Esponellà | masia            |                                                              | 42° 09′ 51″ N, 2° 47′ 48″ E / 42.16421667°N,2.79677778°E                      |                                                      |                     | Modifica les dades a Wikidata |
|        | Can Cantiprim             | Esponellà | masia            |                                                              | 42° 10′ 21″ N, 2° 48′ 05″ E / 42.1724991834707°N,2.80132840618366°E           |                                                      |                     | Modifica les dades a Wikidata |
|        | Can Canya de la Serra     | Esponellà | masia            |                                                              | 42° 09′ 53″ N, 2° 47′ 59″ E / 42.1647330392666°N,2.79981524468735°E           |                                                      |                     | Modifica les dades a Wikidata |
|        | Can Carrer                | Esponellà | masia            |                                                              | 42° 09′ 44″ N, 2° 46′ 58″ E / 42.1621350173208°N,2.78266994733088°E           |                                                      |                     | Modifica les dades a Wikidata |
|        | Can Colomer               | Esponellà | masia            | Estil: arquitectura popular                                  | 42° 10′ 45″ N, 2° 47′ 41″ E / 42.179232°N,2.794746°E                          | bé integrant del patrimoni cultural català           |                     | Modifica les dades a Wikidata |
|        | Can Janasso               | Esponellà | masia            |                                                              | 42° 10′ 01″ N, 2° 47′ 28″ E / 42.1669512940378°N,2.79121269736801°E           |                                                      |                     | Modifica les dades a Wikidata |
|        | Can Mademon               | Esponellà | masia            |                                                              | 42° 10′ 33″ N, 2° 50′ 43″ E / 42.175800123757°N,2.84524627432472°E            |                                                      |                     | Modifica les dades a Wikidata |
|        | Can Mascaró               | Esponellà | masia            |                                                              | 42° 10′ 54″ N, 2° 46′ 31″ E / 42.1817547518798°N,2.77530090213996°E           |                                                      |                     | Modifica les dades a Wikidata |
|        | Can Massafont             | Esponellà | masia            |                                                              | 42° 09′ 35″ N, 2° 46′ 35″ E / 42.1595922790098°N,2.77645667340369°E           |                                                      |                     | Modifica les dades a Wikidata |
|        | Can Matamala              | Esponellà | masia            |                                                              | 42° 10′ 44″ N, 2° 47′ 34″ E / 42.1789688186276°N,2.79286838789132°E           |                                                      |                     | Modifica les dades a Wikidata |
|        | Can Monner Nou            | Esponellà | masia            |                                                              | 42° 10′ 23″ N, 2° 46′ 48″ E / 42.1730364302377°N,2.7798721037253°E            |                                                      |                     | Modifica les dades a Wikidata |
|        | Can Monner Vell           | Esponellà | masia            |                                                              | 42° 10′ 27″ N, 2° 47′ 02″ E / 42.1740618333933°N,2.78391254279204°E           |                                                      |                     | Modifica les dades a Wikidata |
|        | Can Pascol                | Esponellà | masia            |                                                              | 42° 10′ 10″ N, 2° 50′ 08″ E / 42.169403627779°N,2.835429302937°E              |                                                      |                     | Modifica les dades a Wikidata |
|        | Can Pastells              | Esponellà | masia            |                                                              | 42° 10′ 24″ N, 2° 49′ 41″ E / 42.1732899625004°N,2.8281079959146°E            |                                                      |                     | Modifica les dades a Wikidata |
|        | Can Quim del Pla          | Esponellà | masia            |                                                              | 42° 10′ 26″ N, 2° 46′ 26″ E / 42.1738085870598°N,2.77400928960492°E           |                                                      |                     | Modifica les dades a Wikidata |
|        | Can Ralet                 | Esponellà | masia            |                                                              | 42° 09′ 55″ N, 2° 47′ 52″ E / 42.165297086067°N,2.79790070289918°E            |                                                      |                     | Modifica les dades a Wikidata |
|        | Can Romans                | Esponellà | masia            |                                                              | 42° 09′ 45″ N, 2° 46′ 54″ E / 42.1625655755236°N,2.7817484500325°E            |                                                      |                     | Modifica les dades a Wikidata |
|        | Can Rostoll               | Esponellà | masia            |                                                              | 42° 10′ 28″ N, 2° 48′ 11″ E / 42.1744655717506°N,2.80306578207908°E           |                                                      |                     | Modifica les dades a Wikidata |
|        | Can Roure                 | Esponellà | masia            |                                                              | 42° 10′ 33″ N, 2° 46′ 52″ E / 42.175951°N,2.781093°E                          | bé integrant del patrimoni cultural català           |                     | Modifica les dades a Wikidata |
|        | Can Salart                | Esponellà | masia            |                                                              | 42° 10′ 22″ N, 2° 48′ 42″ E / 42.172759814016°N,2.81167952220981°E            |                                                      |                     | Modifica les dades a Wikidata |
|        | Can Serola                | Esponellà | masia            |                                                              | 42° 10′ 38″ N, 2° 47′ 38″ E / 42.1772054970593°N,2.79393967877488°E           |                                                      |                     | Modifica les dades a Wikidata |
|        | Casa Nova d'en Salvatella | Esponellà | masia            |                                                              | 42° 09′ 09″ N, 2° 47′ 38″ E / 42.1524285721459°N,2.79376588818283°E           |                                                      |                     | Modifica les dades a Wikidata |
|        | Casa del Pantà            | Esponellà | masia            |                                                              | 42° 11′ 02″ N, 2° 46′ 44″ E / 42.1837973995151°N,2.77901132459827°E           |                                                      |                     | Modifica les dades a Wikidata |
|        | Casa del Vigilant         | Esponellà | masia            |                                                              | 42° 10′ 03″ N, 2° 47′ 35″ E / 42.1675761969075°N,2.79312347471292°E           |                                                      |                     | Modifica les dades a Wikidata |
|        | Casanova d'en Monner      | Esponellà | masia            |                                                              | 42° 11′ 04″ N, 2° 46′ 39″ E / 42.1843261042695°N,2.7776289745268°E            |                                                      |                     | Modifica les dades a Wikidata |
|        | Mas Abella                | Esponellà | masia            | Estil: arquitectura popular                                  | 42° 10′ 15″ N, 2° 49′ 18″ E / 42.1708°N,2.82173°E                             | bé integrant del patrimoni cultural català           |                     | Modifica les dades a Wikidata |
|        | Mas Auró                  | Esponellà | masia            |                                                              | 42° 10′ 16″ N, 2° 48′ 45″ E / 42.17116957808°N,2.812421224305°E               |                                                      |                     | Modifica les dades a Wikidata |
|        | Mas Baix                  | Esponellà | masia            |                                                              | 42° 10′ 01″ N, 2° 50′ 24″ E / 42.1669306542188°N,2.84001370976332°E           |                                                      |                     | Modifica les dades a Wikidata |
|        | Mas Borrell               | Esponellà | masia            |                                                              | 42° 09′ 31″ N, 2° 46′ 43″ E / 42.158500385399°N,2.7785655184496°E             |                                                      |                     | Modifica les dades a Wikidata |
|        | Mas Ferran                | Esponellà | masia            |                                                              | 42° 10′ 26″ N, 2° 49′ 54″ E / 42.173901496728°N,2.8317853543956°E             |                                                      |                     | Modifica les dades a Wikidata |
|        | Mas Garriga               | Esponellà | masia            |                                                              | 42° 10′ 26″ N, 2° 49′ 12″ E / 42.1738991496324°N,2.8201152373451°E            |                                                      |                     | Modifica les dades a Wikidata |
|        | Mas Hospici               | Esponellà | masia            |                                                              | 42° 10′ 28″ N, 2° 46′ 52″ E / 42.17442°N,2.781074°E                           | bé integrant del patrimoni cultural català           |                     | Modifica les dades a Wikidata |
|        | Mas Masul                 | Esponellà | masia            |                                                              | 42° 10′ 29″ N, 2° 46′ 49″ E / 42.1746133498666°N,2.78029041102753°E           |                                                      |                     | Modifica les dades a Wikidata |
|        | Mas Minguet               | Esponellà | masia            |                                                              | 42° 10′ 01″ N, 2° 50′ 20″ E / 42.166866051087°N,2.8389000836758°E             |                                                      |                     | Modifica les dades a Wikidata |
|        | Mas Mosquera              | Esponellà | masia            |                                                              | 42° 10′ 37″ N, 2° 49′ 59″ E / 42.176971708712°N,2.83294135672357°E            |                                                      |                     | Modifica les dades a Wikidata |
|        | Mas Pagès                 | Esponellà | masia            |                                                              | 42° 11′ 06″ N, 2° 46′ 49″ E / 42.1849164619327°N,2.78019419170525°E           |                                                      |                     | Modifica les dades a Wikidata |
|        | Mas Petit                 | Esponellà | masia            |                                                              | 42° 09′ 55″ N, 2° 50′ 37″ E / 42.1652422817327°N,2.84351662403114°E           |                                                      |                     | Modifica les dades a Wikidata |
|        | Mas Pic                   | Esponellà | masia            |                                                              | 42° 10′ 41″ N, 2° 46′ 58″ E / 42.1780766199097°N,2.78282121531151°E           |                                                      |                     | Modifica les dades a Wikidata |
|        | Mas Prim                  | Esponellà | masia            |                                                              | 42° 10′ 13″ N, 2° 50′ 05″ E / 42.1704087225257°N,2.83478679573096°E           |                                                      |                     | Modifica les dades a Wikidata |
|        | Mas de la Canova          | Esponellà | masia            |                                                              | 42° 10′ 16″ N, 2° 46′ 32″ E / 42.17099444°N,2.77555556°E                      |                                                      |                     | Modifica les dades a Wikidata |
|        | Mas la Torre              | Esponellà | masia            |                                                              | 42° 10′ 40″ N, 2° 49′ 06″ E / 42.177814201252°N,2.81838473688922°E            |                                                      |                     | Modifica les dades a Wikidata |
|        | Queranco                  | Esponellà | masia            |                                                              | 42° 10′ 50″ N, 2° 46′ 36″ E / 42.180559324658°N,2.77654025341502°E            |                                                      |                     | Modifica les dades a Wikidata |
|        | Torre de Vivet            | Esponellà | masia            | Estil: arquitectura popular                                  | 42° 10′ 40″ N, 2° 49′ 05″ E / 42.17784°N,2.818193°E                           | bé cultural d'interès local                          |                     | Modifica les dades a Wikidata |
|        | antiga masia d'Esponellà  | Esponellà | masia            |                                                              | 42° 10′ 08″ N, 2° 48′ 10″ E / 42.168853°N,2.802837°E                          | bé integrant del patrimoni cultural català           |                     | Modifica les dades a Wikidata |
|        | els Planells              | Esponellà | masia            |                                                              | 42° 10′ 56″ N, 2° 49′ 38″ E / 42.1823398672506°N,2.82710262796088°E           |                                                      |                     | Modifica les dades a Wikidata |
|        | la Casanova               | Esponellà | masia            |                                                              | 42° 09′ 20″ N, 2° 46′ 55″ E / 42.1556132471751°N,2.78207494542205°E           |                                                      |                     | Modifica les dades a Wikidata |
|        | la Roca de Batllori       | Esponellà | masia            |                                                              | 42° 10′ 33″ N, 2° 48′ 10″ E / 42.1757167662339°N,2.80266233346052°E           |                                                      |                     | Modifica les dades a Wikidata |
|        | les Caselles              | Esponellà | masia            |                                                              | 42° 10′ 34″ N, 2° 49′ 01″ E / 42.1761636731397°N,2.81690015424732°E           |                                                      |                     | Modifica les dades a Wikidata |

## pont
| imatge | Nom              | Ubicat a         | instància de | Detalls                                                                          | coordenades                                                                        | Protecció                                  | Commons (més fotos) | Dades a WD                    |
| ------ | ---------------- | ---------------- | ------------ | -------------------------------------------------------------------------------- | ---------------------------------------------------------------------------------- | ------------------------------------------ | ------------------- | ----------------------------- |
|        | Pont d'Esponellà | Esponellà        | pont         | Estil: arquitectura popular arquitectura del ferro 15th century Travessa: Fluvià | 42° 10′ 42″ N, 2° 47′ 54″ E / 42.178352°N,2.798321°E ca:Ctra. d'Esponella 117 msnm | bé cultural d'interès local                | Pont d'Esponellà    | Modifica les dades a Wikidata |
|        | Pont de Batllori | Esponellà        | pont         | Estil: arquitectura popular                                                      |                                                                                    | bé integrant del patrimoni cultural català |                     | Modifica les dades a Wikidata |
|        | Pont de Martís   | Veïnat de Martís | pont         | Estil: arquitectura popular                                                      | 42° 10′ 19″ N, 2° 46′ 50″ E / 42.172015°N,2.780658°E 209 msnm                      | bé integrant del patrimoni cultural català | Pont de Martís      | Modifica les dades a Wikidata |

## Misc
| imatge | Nom                                      | Ubicat a                                | instància de      | Detalls                                                                     | coordenades                                                                                              | Protecció                                            | Commons (més fotos) | Dades a WD                    |
| ------ | ---------------------------------------- | --------------------------------------- | ----------------- | --------------------------------------------------------------------------- | --- | ---------------------------------------------------- | ------------------- | ----------------------------- |
|        | Camp d'aviació de Martís                 | Porqueres Esponellà Serinyà             | aeròdrom          |                                                                             | 42° 09′ 13″ N, 2° 45′ 49″ E / 42.153586°N,2.763553°E                                                     |                                                      |                     | Modifica les dades a Wikidata |
|        | Castell d'Esponellà                      | Esponellà                               | castell           | Estil: arquitectura militar 11st century                                    | 42° 10′ 45″ N, 2° 47′ 27″ E / 42.17916667°N,2.79083333°E                                                 | bé d'interès cultural bé cultural d'interès nacional | Castell d'Esponellà | Modifica les dades a Wikidata |
|        | Central elèctrica                        | Esponellà                               | edifici           | Estil: arquitectura popular                                                 | 42° 10′ 42″ N, 2° 47′ 52″ E / 42.178211°N,2.797898°E                                                     | bé integrant del patrimoni cultural català           |                     | Modifica les dades a Wikidata |
|        | Fluvià                                   | Comarques gironines província de Girona | curs d'aigua      | Desemboca: mar Mediterrània Llarg: 70km Conca: 973.8km²                     | 42° 05′ 36″ N, 2° 27′ 33″ E / 42.0934°N,2.4591°E 42° 12′ 07″ N, 3° 06′ 38″ E / 42.2019°N,3.1106°E 2 msnm |                                                      | Fluvià              | Modifica les dades a Wikidata |
|        | Forn de Can Masdemont                    | Esponellà                               | teuleria          | Estil: arquitectura popular                                                 | | bé integrant del patrimoni cultural català           |                     | Modifica les dades a Wikidata |
|        | Monument als donants de sang a Esponellà | Esponellà                               | monument          | Creador: Martirià Figueras i Feixas 2003-10-26 Anomenat per: donant de sang | 42° 10′ 33″ N, 2° 47′ 42″ E / 42.17593333333333°N,2.795116666666667°E                                    |                                                      |                     | Modifica les dades a Wikidata |
|        | casa consistorial d'Esponellà            | Esponellà                               | casa consistorial |                                                                             | 42° 10′ 38″ N, 2° 47′ 44″ E / 42.1773583°N,2.7954872°E                                                   |                                                      |                     | Modifica les dades a Wikidata |